# Karditsa
Karditsa (tiếng Hy Lạp: Καρδίτσα) là một khu tự quản ở vùng Thessalía, Hy Lạp. Khu tự quản Karditsa có diện tích 647 km², dân số theo điều tra ngày 18 tháng 3 năm 2001 là 57089 người.